# Aram Shah
Aram Shah fue el segundo sultán de la dinastía mameluca del Sultanato de Delhi. Reinó desde 1210 hasta 1211.

## Orígenes
La relación de Aram Shah con Qutb-ud-din Aibak (el primer sultán de Delhi, que gobernó desde 1206 hasta 1210) es un tema de controversia. Según algunos, era hijo de Aibak, pero Minhaj-i-Siraj escribe claramente que Qutb ud-Din solo tenía tres hijas. Abul Fazl ha hecho la "asombrosa declaración" de que Aram Shah era el hermano de Qutb ud-Din. Un escritor moderno ha expresado su opinión de que "no tenia relación con Qutb ud-Din", pero fue seleccionado como su sucesor.

## Sucesión
No había reglas fijas que regulen la sucesión en el Sultanato, por ello Aram fue seleccionado por los emires turcos (nobles) en Lahore. Sin embargo, no estaba calificado para gobernar un reino. Un grupo de cuarenta nobles conocido como "Chihalgani" pronto conspiró contra él e invitó a Shams ud-Din Iltutmish, entonces Gobernador de Badaun, a reemplazar a Aram. Tanto Aram Shah como Iltutmish marcharon hacia Delhi desde Lahore y Badaun respectivamente. Se encontraron en la llanura de Bagh-i-Jud, cerca de Delhi, en 1211, donde Iltutmish derrotó a Aram.
No está claro si Aram fue martirizado, murió en batalla o ejecutado en prisión.